# Акіту
Акіту (аккад. 𒀉𒆠𒌈, трансліт. akītu(m)) — свято шумерського періоду для кожного міського бога.

## Опис
В Урі обряди включали поїздку на човні бога місяця Нанна до сільського святилища за межами міста, жертвоприношення, обхід полів, поєднаний з жертвоприношеннями для бога Місяця, помазання воріт храму Нанни як обряд очищення, спортивні змагання, а також десятину, яку сплачували купці до храмової скарбниці.
Ассиро-вавилонська культура запозичила термін, а також практику святкування в перший і сьомий місяці року. Будинки Акіту засвідчені для різноманітних божеств по всій Вавилонії. Фестиваль акіту Мардука у Вавилоні, столиці Вавилонської держави, був найважливішим. Ритуал зосереджувався на двох місцях у місті — храмі Набу та храмі Мардука — та у святкувальному будинку за міськими стінами. Свято тривало дванадцять днів. Центральними подіями були читання епосу «Енума Еліш» на четвертий день, який розповідає про вознесення Мардука до рангу головного божества вавилонського пантеону, його битву проти Тіамат та створення космосу з її трупа. Виконання царем «сповіді заперечення», де він клявся, що не руйнував місто та храм Вавилону і що не завдавав шкоди еліті міста, на п'ятий день. Визначення долі Мардука, яке здійснювало божественне зібрання перед процесією на восьмий день і після процесії на одинадцятий день. Під час процесії, окрім богів і царя, у процесії вели полонених, а пізніше богам підносили данину та здобич.
Після розграбування Вавилона в 689 р. до н. е. ассирійський цар Сін-аххе-еріба заново винайшов свято акіту для головного ассирійського божества Ашшур. Свята акіту, що відзначалися в інших містах Ассирії, стратегічно розташованих на периферії, були зосереджені на процесії царя, якого представляли в одязі разом з божеством-покровителем, що вказувало на контроль над територією імперії. Свято акіту Іштар з Арбели могло поєднуватися з тріумфальною процесією царя після його переможного походу.